# Sons of the Desert (organisatie)
Sons of the Desert (vertaling: 'zonen van de woestijn') is een organisatie, opgericht in 1965, waarin alle Laurel & Hardy-fanclubs wereldwijd zijn verzameld.
De groep is genoemd naar de komische film Sons of the Desert van Stan Laurel en Oliver Hardy. Een aangesloten fanclub wordt "tent" genoemd en noemt zich naar een van de 106 filmtitels van Laurel en Hardy. De tweejaarlijkse bijeenkomst van alle tenten heet "Conventie", wederom overeenkomstig de Sons of the Desert-film. Naast deze wereldconventie (meestal in de Verenigde Staten) zijn er ook Europese conventies (tweejaarlijks) en Britse conventies (jaarlijks).
De Amerikaanse cartoontekenaar Al Kilgore tekende het logo van de groep, met daarop de tekst door Stan Laurel voorgesteld: "Twee zielen, geen enkele gedachte", in het Latijn: Duae tabulae rasae in quibus nihil scriptum est.

## Tenten in Nederland
De volgende tenten zijn lid:
- Amsterdam: Perfect Day Tent ('oase'-nummer 013)
De Perfect Day Tent organiseerde in 2008 en 2019 de wereldconventie.
- Heerlen: Them Thar Hills Tent (126)
- Driebergen: Bohemian Girl Tent (278)
- Rotterdam: Fra Diavolo Tent (302)
- Bergen op Zoom: Jitterbugs Tent (327)

### Opgeheven tenten
Deze tenten zijn niet langer meer actief
- Hilversum: Pardon Us Tent (253)

## Tenten in België
- Diepenbeek: Bogus Bandits Tent (333)
- Erpe-Mere: Me and My Pal Tent (075)

### Opgeheven tenten
- Gent: Another Fine Mess Tent (224)